# Exorista argenteostriata
Exorista argenteostriata là một loài ruồi trong họ Tachinidae.